# XI Legislatura del Parlamento de Canarias
La XI Legislatura del Parlamento de Canarias inició el 27 de junio de 2023 con la constitución de la cámara regional. Ese mismo día, se llevó a cabo la elección de Astrid Pérez como presidenta del Parlamento y del resto de miembros que componen la Mesa del Parlamento.
Los días 11 y 12 de julio se llevó a cabo la sesión plenaria de investidura del Presidente de Canarias, Fernando Clavijo, candidato de Coalición Canaria en las elecciones. Clavijo fue investido gracias a los apoyos parlamentarios de Partido Popular, Agrupación Socialista Gomera y Agrupación Herreña Independiente. 

## Investidura
| Resultado de la votación de investidura del Presidente de Canarias Mayoría absoluta: 36/70 |                                                         |            |    |    |    |   |   |   |   |       |
| Candidato                                                                                  | Fecha                                                   | Voto       |    |    |    |   |   |   |   | Total |
| Fernando Clavijo (Coalición Canaria)                                                       | 12 de julio de 2023 Mayoría requerida: Absoluta (36/70) | Sí         |    | 19 | 15 |   |   | 3 | 1 | 38/70 |
| Fernando Clavijo (Coalición Canaria)                                                       | 12 de julio de 2023 Mayoría requerida: Absoluta (36/70) | No         | 23 |    |    | 5 | 4 |   |   | 32/70 |
| Fernando Clavijo (Coalición Canaria)                                                       | 12 de julio de 2023 Mayoría requerida: Absoluta (36/70) | Abstención |    |    |    |   |   |   |   | 0/70  |

## Mesa del Parlamento
| Cargo                  | Titular                        | Partido                        |
| ---------------------- | ------------------------------ | ------------------------------ |
| Presidenta             | Astrid María Pérez Batista     | Partido Popular de Canarias    |
| Vicepresidenta Primera | Ana María Oramas González-Moro | Coalición Canaria              |
| Vicepresidente Segundo | Gustavo Adolfo Matos Expósito  | Partido Socialista de Canarias |
| Secretario Primero     | Mario Cabrera González         | Coalición Canaria              |
| Secretaria Segunda     | Patricia Hernández Gutiérrez   | Partido Socialista de Canarias |

## Grupos parlamentarios
| Grupo parlamentario | Grupo parlamentario          | Componentes                                          | Portavoz                     | Líder autonómico                    | Escaños |
| ------------------- | ---------------------------- | ---------------------------------------------------- | ---------------------------- | ----------------------------------- | ------- |
|                     | Socialista Canario           | Partido Socialista de Canarias                       | Sebastián Franquis Vera      | Ángel Víctor Torres Pérez           | 23      |
|                     | Nacionalista Canario         | Coalición Canaria                                    | José Miguel Barragán Cabrera | Fernando Clavijo Battle             | 19      |
|                     | Popular                      | Partido Popular de Canarias                          | Luz Reverón González         | Manuel Domínguez González           | 15      |
|                     | Nueva Canarias               | Nueva Canarias                                       | Luis Alberto Campos Jiménez  | Román Rodríguez Rodríguez           | 5       |
|                     | VOX                          | Vox                                                  | Nicasio Jesús Galván Sasia   | Nicasio Jesús Galván Sasia          | 3       |
|                     | Agrupación Socialista Gomera | Agrupación Socialista Gomera                         | Casimiro Curbelo Curbelo     | Casimiro Curbelo Curbelo            | 3       |
|                     | Mixto                        | Agrupación Herreña Independiente (1) No adscrito (1) | Raúl Acosta Armas            | Alejandro Narvay Quintero Castañeda | 2       |

## Junta de Portavoces
| Cargo                  | Cargo                                        | Titular                        | Lista                            |
| ---------------------- | -------------------------------------------- | ------------------------------ | -------------------------------- |
| Presidenta             | Presidenta                                   | Astrid María Pérez Batista     | Partido Popular de Canarias      |
| Vicepresidenta Primera | Vicepresidenta Primera                       | Ana María Oramas González-Moro | Coalición Canaria                |
| Vicepresidenta Segunda | Vicepresidenta Segunda                       | Gustavo Adolfo Matos Expósito  | Partido Socialista de Canarias   |
| Secretario Primero     | Secretario Primero                           | Mario Cabrera González         | Coalición Canaria                |
| Secretaria Segunda     | Secretaria Segunda                           | Patricia Hernández Gutiérrez   | Partido Socialista de Canarias   |
| Portavoces titulares   |                                              |                                |                                  |
|                        | Portavoz del GP Socialistas Canario          | Sebastián Franquis Vera        | Partido Socialista de Canarias   |
|                        | Portavoz del GP Nacionalista Canario         | José Miguel Barragán Cabrera   | Coalición Canaria                |
|                        | Portavoz del GP Popular                      | Luz Reverón González           | Partido Popular de Canarias      |
|                        | Portavoz del GP Nueva Canarias               | Luis Alberto Campos Jiménez    | Nueva Canarias                   |
|                        | Portavoz del GP VOX                          | Nicasio Jesús Galván Sacia     | Vox                              |
|                        | Portavoz del GP Agrupación Socialista Gomera | Casimiro Curbelo Curbelo       | ASG                              |
|                        | Portavoz del GP Mixto                        | Raúl Acosta Armas              | Agrupación Herreña Independiente |

## Composición
El Parlamento está compuesto por 70 parlamentarios, después de la reforma electoral llevada a cabo a través del Estatuto de Autonomía de Canarias.
La X Legislatura del Parlamento de Canarias comenzó el 27 de junio de 2023 con la celebración de la sesión constitutiva de la cámara donde tomaron posesión los 70 parlamentarios electos en las elecciones del 26 de mayo del mismo año.
| Nombre y apellidos                 | Grupo Parlamentario | Grupo Parlamentario          | Circunscripción | Alta                    | Baja                    |
| ---------------------------------- | ------------------- | ---------------------------- | --------------- | ----------------------- | ----------------------- |
| Manuel Jesús Abrante Brito         |                     | Socialista Canario           | La Palma        | 27 de junio de 2023     |                         |
| Raúl Acosta Armas                  |                     | Mixto                        | El Hierro       | 27 de junio de 2023     |                         |
| Nayra Alemán Ojeda                 |                     | Socialista Canario           | Gran Canaria    | 27 de junio de 2023     |                         |
| José Miguel Barragán Cabrera       |                     | Nacionalista Canario         | Autonómica      | 27 de junio de 2023     |                         |
| Nieves Lady Barreto Hernández      |                     | Nacionalista Canario         | La Palma        | 27 de junio de 2023     |                         |
| Socorro Beato Castellano           |                     | Nacionalista Canario         | Tenerife        | 27 de junio de 2023     |                         |
| Marcos Antonio Bergaz Villalba     |                     | Socialista Canario           | Lanzarote       | 5 de septiembre de 2023 |                         |
| José Manuel Bermúdez Esparza       |                     | Nacionalista Canario         | Tenerife        | 27 de junio de 2023     |                         |
| Oswaldo Betancort García           |                     | Nacionalista Canario         | Lanzarote       | 31 de julio de 2023     |                         |
| Mario Cabrera González             |                     | Nacionalista Canario         | Fuerteventura   | 27 de junio de 2023     |                         |
| Rosa Bella Cabrera Noda            |                     | Socialista Canario           | Fuerteventura   | 27 de junio de 2023     |                         |
| Cristina Calero García             |                     | Nacionalista Canario         | Lanzarote       | 31 de julio de 2023     |                         |
| Luis Alberto Campos Jiménez        |                     | Nueva Canarias               | Gran Canaria    | 27 de junio de 2023     |                         |
| Yone Xarach Caraballo Medina       |                     | Nueva Canarias               | Lanzarote       | 27 de junio de 2023     |                         |
| Fernando Clavijo Batlle            |                     | Nacionalista Canario         | Autonómica      | 27 de junio de 2023     |                         |
| José Alberto Díaz-Estébanez León   |                     | Nacionalista Canario         | Tenerife        | 5 de septiembre de 2023 |                         |
| María Dolores Corujo Berriel       |                     | Socialista Canario           | Lanzarote       | 27 de junio de 2023     | 7 de agosto de 2023     |
| Casimiro Curbelo Curbelo           |                     | Agrupación Socialista Gomera | La Gomera       | 27 de junio de 2023     |                         |
| Jennifer María Curbelo Trujillo    |                     | Popular                      | Tenerife        | 5 de septiembre de 2023 |                         |
| Raquel Noemí Díaz y Díaz           |                     | Popular                      | La Palma        | 27 de junio de 2023     |                         |
| Manuel Domínguez González          |                     | Popular                      | Autonómica      | 27 de junio de 2023     |                         |
| Fernando Enseñat Bueno             |                     | Popular                      | Fuerteventura   | 27 de junio de 2023     |                         |
| Vidina Espino Ramírez              |                     | Nacionalista Canario         | Gran Canaria    | 31 de julio de 2023     |                         |
| Carlos Antonio Ester Sánchez       |                     | Popular                      | Gran Canaria    | 27 de junio de 2023     |                         |
| Natalia del Carmen Évora Soto      |                     | Nacionalista Canario         | Fuerteventura   | 27 de junio de 2023     |                         |
| Jonathan de Felipe Lorenzo         |                     | Nacionalista Canario         | La Palma        | 27 de junio de 2023     |                         |
| Nira Fierro Díaz                   |                     | Socialista Canario           | Tenerife        | 27 de junio de 2023     |                         |
| Sebastián Franquis Vera            |                     | Socialista Canario           | Gran Canaria    | 27 de junio de 2023     |                         |
| Lucía Fuentes Mesa                 |                     | Socialista Canario           | El Hierro       | 27 de junio de 2023     |                         |
| Manuel Fumero García               |                     | Socialista Canario           | Tenerife        | 27 de junio de 2023     |                         |
| Nicasio Jesús Galván Sacia         |                     | VOX                          | Gran Canaria    | 27 de junio de 2023     |                         |
| Juan Manuel García Casañas         |                     | Popular                      | El Hierro       | 27 de junio de 2023     |                         |
| Marta Gómez Gómez                  |                     | Mixto                        | Autonómica      | 27 de junio de 2023     |                         |
| Jana María González Alonso         |                     | Nacionalista Canario         | Fuerteventura   | 27 de junio de 2023     |                         |
| Jorge Tomás González Cabrera       |                     | Socialista Canario           | Autonómica      | 27 de junio de 2023     |                         |
| María Esther González González     |                     | Nueva Canarias               | Gran Canaria    | 27 de junio de 2023     |                         |
| Manuel Hernández Cerezo            |                     | Socialista Canario           | Fuerteventura   | 27 de junio de 2023     |                         |
| Marcos Francisco Hernández Guillén |                     | Socialista Canario           | Lanzarote       | 27 de junio de 2023     |                         |
| Patricia Hernández Gutiérrez       |                     | Socialista Canario           | Tenerife        | 27 de junio de 2023     |                         |
| Carmen Rosa Hernández Jorge        |                     | Nueva Canarias               | Gran Canaria    | 27 de junio de 2023     |                         |
| Paula Jover Linares                |                     | VOX                          | Tenerife        | 27 de junio de 2023     |                         |
| Francisco Eulogio Linares García   |                     | Nacionalista Canario         | Tenerife        | 27 de junio de 2023     |                         |
| Yaiza López Landi                  |                     | Socialista Canario           | Autonómica      | 27 de junio de 2023     |                         |
| Diana Lorenzo Brito                |                     | Nacionalista Canario         | La Palma        | 27 de junio de 2023     |                         |
| Migdalia María Machín Tavío        |                     | Nacionalista Canario         | Lanzarote       | 27 de junio de 2023     | 28 de julio de 2023     |
| Elena Máñez Rodríguez              |                     | Socialista Canario           | Gran Canaria    | 27 de junio de 2023     |                         |
| Miguel Yonathan Martín Fumero      |                     | Nacionalista Canario         | Tenerife        | 27 de junio de 2023     |                         |
| Sonsoles Martín Jiménez            |                     | Popular                      | Gran Canaria    | 27 de junio de 2023     |                         |
| Gustavo Adolfo Matos Expósito      |                     | Socialista Canario           | Tenerife        | 27 de junio de 2023     |                         |
| Melodie Mendoza Rodríguez          |                     | Agrupación Socialista Gomera | La Gomera       | 27 de junio de 2023     |                         |
| David Morales Déniz                |                     | Popular                      | Gran Canaria    | 19 de junio de 2024     |                         |
| Mónica Muñoz Peña                  |                     | Popular                      | Autonómica      | 5 de septiembre de 2023 |                         |
| Javier Nieto Fernández             |                     | VOX                          | Gran Canaria    | 27 de junio de 2023     |                         |
| Rafael Nogales Gómara              |                     | Socialista Canario           | Autonómica      | 12 de diciembre de 2023 |                         |
| Ana María Oramas González-Moro     |                     | Nacionalista Canario         | Tenerife        | 27 de junio de 2023     |                         |
| Rebeca Sarai Paniagua Navarro      |                     | Popular                      | Tenerife        | 27 de junio de 2023     |                         |
| Astrid María Pérez Batista         |                     | Popular                      | Lanzarote       | 27 de junio de 2023     |                         |
| Miguel Ángel Pérez del Pino        |                     | Socialista Canario           | Gran Canaria    | 27 de junio de 2023     |                         |
| Alicia Pérez Hernández             |                     | Socialista Canario           | Autonómica      | 27 de junio de 2023     |                         |
| José Javier Pérez Llamas           |                     | Nacionalista Canario         | La Palma        | 27 de junio de 2023     |                         |
| Manuel Ramón Plasencia Barroso     |                     | Socialista Canario           | La Gomera       | 27 de junio de 2023     |                         |
| Miguel Ángel Ponce González        |                     | Popular                      | Autonómica      | 27 de junio de 2023     | 3 de agosto de 2023     |
| Jacob Anis Qadri Hijazo            |                     | Popular                      | La Palma        | 27 de junio de 2023     |                         |
| Jesús Ramón Ramos Chinea           |                     | Agrupación Socialista Gomera | La Gomera       | 27 de junio de 2023     |                         |
| María Tamara Raya Rodríguez        |                     | Socialista Canario           | Tenerife        | 27 de junio de 2023     |                         |
| Luz Reverón González               |                     | Popular                      | Tenerife        | 27 de junio de 2023     |                         |
| Pablo Rodríguez Valido             |                     | Nacionalista Canario         | Gran Canaria    | 27 de junio de 2023     | 28 de julio de 2023     |
| María Isabel Saavedra Hierro       |                     | Popular                      | Fuerteventura   | 27 de junio de 2023     |                         |
| Pedro Manuel Sanginés Gutiérrez    |                     | Nacionalista Canario         | Lanzarote       | 27 de junio de 2023     | 25 de julio de 2023     |
| Gustavo Adolfo Santana Martel      |                     | Socialista Canario           | Gran Canaria    | 27 de junio de 2023     |                         |
| Natalia Esther Santana Santana     |                     | Nueva Canarias               | Fuerteventura   | 27 de junio de 2023     |                         |
| Pedro José Suárez López de Vergara |                     | Popular                      | Tenerife        | 27 de junio de 2023     | 16 de agosto de 2023    |
| Poli Suárez Nuez                   |                     | Popular                      | Gran Canaria    | 27 de junio de 2023     |                         |
| Lucía Olga Tejera Rodríguez        |                     | Socialista Canario           | Lanzarote       | 27 de junio de 2023     |                         |
| David Jesús Toledo Niz             |                     | Nacionalista Canario         | Lanzarote       | 27 de junio de 2023     |                         |
| Ángel Víctor Torres Pérez          |                     | Socialista Canario           | Autonómica      | 27 de junio de 2023     | 20 de noviembre de 2023 |
| Cristina Valido García             |                     | Nacionalista Canario         | Tenerife        | 27 de junio de 2023     | 2 de agosto de 2023     |
| Alicia Vanoostende Simili          |                     | Socialista Canario           | La Palma        | 27 de junio de 2023     |                         |
| Rosa Faustina Viera Fernández      |                     | Popular                      | Gran Canaria    | 27 de junio de 2023     | 13 de junio de 2024     |

## Senadores designados por el Parlamento de Canarias
Una de las funciones que desempeña el Parlamento de Canarias es la designación de los senadores y senadoras que deben representar a Canarias, conforme a lo previsto en la Constitución y en la forma que determine la Ley de Designación de Senadores en representación de Canarias.
La designación de los senadores canarios se produjo el día 30 de julio de 2019 en el Parlamento de Canarias. Así, se eligieron a un representante del PSOE Canarias, uno de CC y otro del PP de Canarias. Por lo tanto, la lista de senadores designados por el Parlamento de Canarias quedó de la siguiente forma:
| Partido político              | Partido político               | Senadores                       | Fecha inicio        | Fecha fin           |
| ----------------------------- | ------------------------------ | ------------------------------- | ------------------- | ------------------- |
|                               | Partido Socialista de Canarias | José Antonio Valbuena Alonso    | 25 de julio de 2023 |                     |
|                               | Coalición Canaria              | Pedro Manuel Sanginés Gutiérrez | 25 de julio de 2023 |                     |
|                               | Partido Popular de Canarias    | María Australia Navarro de Paz  | 25 de julio de 2023 | 13 de junio de 2024 |
| Rosa Faustina Viera Fernández | Partido Popular de Canarias    | 13 de junio de 2024             |                     |                     |